# Juan Hormaechea
Juan Hormaechea Cazón (Santander, Cantabria, 5 de junio de 1939-ibidem, 1 de diciembre de 2020) fue un abogado y político español, tercer y quinto presidente de Cantabria.

## Biografía

### Vida política
Comenzó su carrera política en 1973, cuando fue elegido concejal del Ayuntamiento de Santander por el tercio familiar franquista. Más tarde, en 1976, fue designado primer teniente de alcalde. Tras las elecciones generales de 1977 fue designado alcalde de Santander. En las primeras elecciones municipales, celebradas en 1979, fue cabeza de lista por la Unión de Centro Democrático. La lista de UCD fue la más votada, pero sin conseguir mayoría absoluta. A pesar de que el PRC había pactado con los partidos de izquierda (PSOE, PCE y PTE-ORT), con los que sumaban mayoría absoluta, la elección de Jesús Cabezón (PSOE) como alcalde, los regionalistas finalmente votaron a su propio candidato, lo que permitió la elección de Hormaechea. Más tarde, en las elecciones municipales de 1983 volvió a ser reelegido al frente de la Coalición Popular en calidad de independiente. Juan Hormaechea continuó en la alcaldía hasta el año 1987 cuando decidió dar el salto al Gobierno autonómico.
En las elecciones autonómicas de 1987, fue investido como presidente de la Diputación Regional de Cantabria como independiente en las listas de AP. Realizó unas desafortunadas declaraciones acerca de miembros de su propio partido, entre ellos José María Aznar que provocaron la retirada del apoyo de la cúpula nacional del PP. En el mes de diciembre del año 1990 una moción de censura avalada por PP, PSC-PSOE, PRC y CDS, le destituyó de su cargo. El socialista Jaime Blanco del PSOE fue entonces investido presidente de la Diputación Regional.
Juan Hormaechea volvería a ser presidente de Cantabria tras las elecciones de 1991, en las que se presentó con su propia formación política denominada Unión para el Progreso de Cantabria (UPCA). A pesar de la mayoría simple obtenida por el PSC-PSOE con 16 escaños, Juan Hormaechea volvería a ser investido presidente de Cantabria con los 15 escaños que obtuvo la UPCA y el apoyo del PP (6 escaños), en el que acordó integrarse inmediatamente su partido. Sin embargo, en 1993 se produjo una nueva ruptura al activar Hormaechea la UPCA con el fin de presentarla a las elecciones generales de ese año, lo que propició su expulsión del PP.

### Juicios y fin de su carrera política
Antes de concluir el mandato, en el año 1994 Juan Hormaechea dimitió de su cargo como consecuencia de una sentencia judicial que lo condenó a 6 años de prisión y 14 de inhabilitación, aunque debió permanecer como presidente en funciones al no encontrar sustituto el Parlamento.
Hormaechea y todos los consejeros de su primer Gobierno (1987-1990) fueron juzgados en 1994 por diferentes cargos de prevaricación y malversación de fondos públicos, derivados de las irregularidades descubiertas por la Comisión de Investigación de la Asamblea Regional que fiscalizó su gestión.
El 24 de octubre del año 1994, después de un prolongado juicio en el que Hormaechea cambió tres veces de abogado y acabó defendiéndose a sí mismo, el Tribunal Superior de Justicia de Cantabria (TSJC) dictó una sentencia judicial que condenaba al entonces presidente de Cantabria y tres de sus consejeros, y exoneraba de responsabilidad a otros seis acusados. Dicha sentencia impuso 6 años y un día de cárcel y 14 años de inhabilitación a Juan Hormaechea por un delito de malversación y otro de prevaricación, así como 7 años de inhabilitación por distintos cargos de prevaricación a los consejeros Roberto Bedoya, David Puebla y José Parra.
El Tribunal consideró probada su participación en hechos como mandar la fabricación de los carteles que anunciaban las obras financiadas por la comunidad autónoma a la empresa de un amigo de Hormaechea, denominada Oyprocansa, sin publicidad, justificación ni consulta previa a otros empresarios, y por encargar con otras irregularidades un estudio sobre la situación socioeconómica de los ayuntamientos de la comunidad.
La pena de 6 años y un día de cárcel se debió a una malversación de 2.959.132 pesetas por anuncios emitidos en la prensa y en la radio en 1989, de nuevo, con dinero público, por el presidente de Cantabria. Sin embargo, Hormaechea no ingresó en la cárcel, al beneficiarse de un indulto total.
Ya en las elecciones autonómicas de 1995, Juan Hormaechea intentó presentarse como candidato de la UPCA a dichos comicios, pero un día antes de las elecciones es obligado a retirarse por una decisión judicial. Se trató de la confirmación por la Sala Segunda del Tribunal Supremo de una sentencia del Tribunal Superior de Justicia de Cantabria que le había condenado por un delito de injurias a unos vecinos de la Comunidad. Los resultados electorales dieron a la UPCA 7 escaños (8 menos que en las anteriores elecciones). Con esto se puso fin al mandato de Juan Hormaechea y de su partido, que no volvería a recuperarse, puesto que en las elecciones autonómicas de 1999 no obtendría siquiera representación parlamentaria. En 2002, la UPCA sólo gobernaba dos municipios y no convocaba actos públicos.
En 1998 Juan Hormaechea fue sentenciado a otros 8 años de inhabilitación por prevaricación. Sin embargo, el Tribunal Constitucional anuló la condena en 1999 al estimar que uno de los magistrados, Claudio Movilla, había puesto en entredicho su imparcialidad en unas declaraciones a la prensa poco antes de comenzar la vista oral. Tras el fallo del Constitucional, el TSJC repitió el juicio en octubre de 2002, en el que Juan Hormaechea volvió a comparecer como acusado pero esta vez solo.
Falleció en Santander el 1 de diciembre de 2020 a los 81 años.